# Rubén Lobato
Rubén Lobato (Salamanca, 1º settembre 1978) è un ex ciclista su strada spagnolo, professionista dal 2002 al 2008.

## Carriera
Lobato iniziò la sua carriera professionistica da stagista nel 2002 con la Acqua & Sapone-Cantina Tollo; nella stagione precedente aveva colto due vittorie tra i dilettanti, aggiudicandosi il Memorial Jesús Lorono e la terza tappa della Vuelta a Vizcaya. Dopo un'altra stagione all'Acqua & Sapone (divenuta intanto Domina Vacanze), nel 2004 passò alla Saunier Duval-Prodir. Si classificò sedicesimo al Giro d'Italia 2004 e vinse la classifica scalatori al Tour de Romandie 2005.
Nel 2009 si ritrovò senza contratto e fu anche uno dei primi cinque corridori verso i quali l'Unione Ciclistica Internazionale chiese l'apertura di una procedura disciplinare per la violazione dei regolamento antidoping sulla base del passaporto biologico. Nel luglio del 2010 la Federazione ciclistica spagnola lo ha sospeso dalle competizioni per due anni, fino al luglio 2011..

## Palmarès
- 2001

Memorial Jesús Lorono
3ª tappa Vuelta a Vizcaya (Ondarroa > Ondarroa)

### Atri successi
- 2005

Classifica scalatori Tour de Romandie

## Piazzamenti

### Grandi Giri
- Giro d'Italia

2004: 16º
2005: 43º
2006: 87º
- Tour de France

2006: 46º
2007: ritirato
- Vuelta a España

2002: 123º
2007: 38º